# Selenocosmia peerboomi
Selenocosmia peerboomi là một loài nhện trong họ Theraphosidae.
Loài này thuộc chi Selenocosmia. Selenocosmia peerboomi được Joachim Schmidt miêu tả năm 1999.